# トロンビン受容体
トロンビン受容体（トロンビンじゅようたい、英: thrombin receptor、略称：ThrR）は3種類が知られており、PAR1、PAR3、PAR4と命名されている（PARはプロテアーゼ活性化受容体（protease-activated receptor）を意味する）。
これらの受容体はGタンパク質共役7回膜貫通受容体ファミリーのメンバーであるが、これらの活性化方法は独特である。セリンプロテアーゼであるトロンビンは、受容体の細胞外のN末端ドメインに結合して切断を行う。その結果、新たに形成されたN末端のSFLLRNが露出し、これがテザードリガンド（係留リガンド）として受容体の2番目の細胞外ループに結合して活性化を行う。